# Naâman

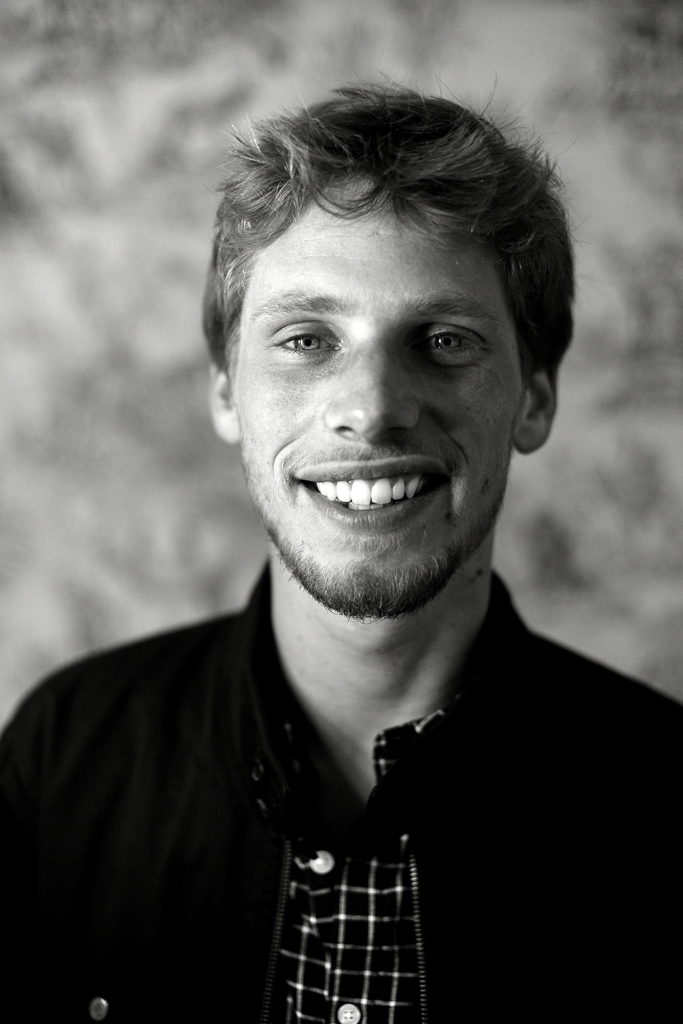
Naâman im Mai 2016

Martin Jean Mussard (* 25. Februar 1990 in Mont-Saint-Aignan, Département Seine-Maritime; † 7. Februar 2025 in Villenave-d’Ornon, Département Gironde) war ein französischer Singer-Songwriter und Reggae-Sänger.

## Leben und Karriere
Naâman, geboren in Dieppe in der Normandie, besuchte eine katholische Privatschule und studierte Kommunikationsdesign und Grafikdesign an der Universität Caen. 2010 brach er sein Studium ab, um sich ganz der Musik zu widmen. Inspiriert von afrikanischen und karibischen Klängen wählte er den Künstlernamen Naâman und veröffentlichte 2013 sein erstes Mixtape Deep Rockers, das ihm große Aufmerksamkeit brachte.
2015 folgten das Album Rays of Resistance und eine Welttournee mit Auftritten in Frankreich, Vorderasien, Indien und Jamaika.
Im Juli 2024 gab er in seiner Heimatstadt sein letztes Konzert. Seine letzte Single Mon Amour veröffentlichte er im Dezember 2024 bei seinem langjährigen Label Big Scoop Records.
2019 wurde bei Naâman ein Hirntumor diagnostiziert, an dem er am 7. Februar 2025 im Alter von 34 Jahren in Villenave-d'Ornon starb.

## Diskografie (Auswahl)

### Alben
| Jahr | Titel Musiklabel                            | Höchstplatzierung, Gesamtwochen, AuszeichnungChartsChartplatzierungen (Jahr, Titel, Musiklabel, Platzierungen, Wochen, Auszeichnungen, Anmerkungen) | Anmerkungen                            |
| Jahr | Titel Musiklabel                            | FR | Anmerkungen                            |
| ---- | ------------------------------------------- | --- | -------------------------------------- |
| 2013 | Deep Rockers, Back a Yard Soulbeats Records | FR154 (1 Wo.)FR | Erstveröffentlichung: 7. Juni 2013     |
| 2015 | Rays of Resistance Soulbeats Records        | FR33 Gold · (6 Wo.)FR | Erstveröffentlichung: 30. Oktober 2015 |
| 2017 | Beyond Big Scoop Records                    | FR34 (5 Wo.)FR | Erstveröffentlichung: 6. Oktober 2017  |
| 2022 | Temple Road Big Scoop Records               | FR21 (7 Wo.)FR | Erstveröffentlichung: 18. März 2022    |

### Singles
| Jahr | Titel Album                   | Höchstplatzierung, Gesamtwochen, AuszeichnungChartsChartplatzierungen (Jahr, Titel, Album, Platzierungen, Wochen, Auszeichnungen, Anmerkungen) | Anmerkungen                               |
| Jahr | Titel Album                   | FR | Anmerkungen                               |
| --- | ----------------------------- | --- | ----------------------------------------- |
| Folgende Lieder erschienen nicht als Single, wurden aber durch das Album zum Download und Streaming bereitgestellt und konnten somit eine Platzierung erlangen: |                               | |                                           |
| |                               | |                                           |
| 2018 | La seule La Vie de rêve       | FR129 (1 Wo.)FR | Bigflo & Oli feat. Naâman & Kacem Wapalek |
| 2025 | Karma Rays of Resistance      | FR111 Gold · (1 Wo.)FR |                                           |
| 2025 | Outta Road Rays of Resistance | FR166 Gold · (1 Wo.)FR |                                           |

Weitere Singles
- 2015: Know Yourself
- 2024: Never Take
- 2024: Rambo
- 2024: Mon Amour